# Hyperkorektnost
Hyperkorektnost nebo hyperkorektivismus je v jazykovědě používání domněle správných (spisovných) výrazů nebo tvarů ve snaze o stylově vyšší vyjadřování.

## Definice
Podle definice P. Sgalla hyperkorektní jev splňuje následující kritéria:
- Je nespisovný, nepatří ani do spisovné (kodifikované) normy, ani do normy standardního běžného hovoru na daném území.
- Je analogický k výhradně spisovnému (kodifikovanému), popř. stylově vyššímu tvaru nebo spojení konkurujícímu s výrazem v hovoru běžným.
- Konkuruje jak tvaru danému spisovnou normou, tak tvaru podle normy běžného hovoru.

## Příklady

### Příklady obecně
| hyperkorektně     | správně           |
| ----------------- | ----------------- |
| by jste           | byste             |
| ty jsi se         | ty ses            |
| jseš              | jsi               |
| studenými nohami  | studenýma nohama  |
| Kolosští          | Koloští           |
| narkomané         | narkomani         |
| několik dír       | několik děr       |
| oni nejí          | oni nejedí        |
| skáčí             | skáčou            |
| pane obhájče      | pane obhájce      |
| přeci             | přece             |
| usl jsem          | usnul jsem        |
| trojklanný        | trojklaný         |
| West pocket revue | Vest pocket revue |

Výše uvedené příklady lze uvést jako typické hyperkorektivismy, ale v mnoha případech není mezi lingvisty shoda, zda je možné daný jev hodnotit jako hyperkorektní. Pojem hyperkorektnost se objevuje od 30. let 20. století, a to nejčastěji v textech poukazujících na „nesprávné“ používání jazyka. Nepanuje rovněž shoda o tom, jaký dopad má hyperkorektní vyjadřování na daný jazyk. Některé prvky se v důsledku častého používání mohou postupně stát součástí spisovné normy
 – tak se například prosadily původně hyperkorektní tvary brýle, prý, zítra místo dřívějších tvarů brejle, prej, zejtra.

### Případ zájmena jej
Zájmeno „jej“ se často uvádí jako součást dvojice „jej – z něj“, která má údajně být analogická dvojicím „jich – nich“, „jim – nim“, „jí – ní“, „jemu – němu“ atd.; ovšem na rozdíl od těchto dvojic si podle Sgalla „neodpovídají stylovým zařazením ani svým postavením v základních a periferních vrstvách jazyka“.
V češtině se rovněž vyskytují trojice zájmen „mu – jemu – němu“ a „ho – jeho – něho“. Až do (jak praví Sgall) „Běličova osvobozujícího zásahu“ v roce 1961 však bylo pokládáno za spisovné, aby byl tvar „ho“ používán ve 4. pádě jen pro mužský rod životný, v rodu neživotném a středním se směl uplatňovat jen ve 2. pádě. Situace tedy vypadala takto (tehdy nesprávný tvar kurzívou, pro daný pád a rod správný tvar tučně):
- Jejich přítel se vrátil, šli ho uvítat (4. pád, m. živ.)
- Natřela dřez, nedotkni se ho. (2. pád muž. neživ.)
- Už přijde moje dítě, dočkám se ho. (2. pád stř.)
- Tady je polštář, podej mi ho. (4. pád m. neživ.)
  - Tady je polštář, podej mi jej.
- Došlo mléko, kup ho. (4. pád stř.)
  - Došlo mléko, kup je.

Tehdy správné používání (ve skutečnosti však už zastaralé a málo používané, většinou lidí nepociťované jazykovým citem, ale vnucované jako jediné správné a spisovné) bylo poměrně složitě zapamatovatelné. Snaha mluvit spisovně a nahrazovat nespisovné zájmeno „ho“ (které však bylo nespisovné jen v některých případech) spisovným zájmenem „jej“ (které bylo spisovné jen v některých případech) vedla k tomu, že se zájmeno „jej“ začalo hyperkorektně používat i v ostatních případech, tedy i tam, kde jeho používání správné ani spisovné nebylo. Jeho rozšiřování zřejmě napomáhala i analogie se zájmenem „něj“. Od začátku 60. let byly proto nakonec jako dubletní, spisovné a správné uznány všechny výše uvedené možnosti (a navíc i používání „jej“ místo „je“). Podle Sgalla by však „ústup nepatřičné obliby tvaru „jej“ přispěl k čtivosti našeho tisku i k přirozenosti rozhlasových a televizních rozhovorů a řeči hlasatelů“.